# Dicranopygium sararense
Dicranopygium sararense är en enhjärtbladig växtart som beskrevs av Gunnar Wilhelm Harling. Dicranopygium sararense ingår i släktet Dicranopygium och familjen Cyclanthaceae. Inga underarter finns listade.